# Daniel Zacapa
Daniel Zacapa (Tegucigalpa, 19 juli 1951) is een in Honduras geboren Amerikaans acteur.

## Biografie
Zacapa werd geboren in Tegucigalpa , maar emigreerde al snel naar Amerika waar hij in de San Francisco Bay Area opgroeide.
Zacapa begon in 1978 met acteren in de televisieserie Lou Grant, waarna hij in nog meer dan 130 televisieseries en films speelde. Zo speelde hij in onder andere Hill Street Blues (1982-1987), Se7en (1995), Resurrection Blvd. (2000-2002), The River (2012) en Chicago Fire (2016-2018).

## Filmografie

### Films
Selectie:
- 2016 Masterminds - als Raydel Quintero
- 2002 Confessions of a Dangerous Mind - als Renda
- 2001 The Mexican - als Mexicaanse barkeeper
- 1996 Up Close & Personal - als Harvey Harris
- 1995 Se7en - als rechercheur Taylor
- 1988 Tequila Sunrise - als Arturo

### Televisieseries
Uitgezonderd eenmalige gastrollen.
- 2021 Why Women Kill - als Carlo Castillo - 5 afl.
- 2016-2018 Chicago Fire - als Ramon Dawson - 7 afl.
- 2017 24: Legacy - als Luis Diaz - 5 afl.
- 2012 The River - als Emilio Valenzuela - 8 afl.
- 2003 Nip/Tuck - als Pepe - 2 afl.
- 2003 Dragnet - als rechercheur Gomez - 2 afl.
- 2000-2003 Resurrection Blvd. - als Ruben Santiago - 53 afl.
- 1999 Days of Our Lives - als priester - 2 afl.
- 1997 Beverly Hills, 90210 - als rechercheur Pate - 2 afl.
- 1990 Drug Wars: The Camarena Story - als Abel Reynoso - 3 afl.
- 1982-1987 Hill Street Blues -  als verslaggever - 15 afl.
- 1982-1985 Cagney and Lacey - als dr. Acuino - 2 afl.